# Bananskiva
Bananskiva är ett barnalbum med texter av Lennart Hellsing från hans Bananbok och musik av Georg Riedel. Sångerna, som alla handlar om bananer, framförs av Fred Åkerström och Gösta Linderholm, tillsammans eller var för sig. Albumet har senare (1999) även givits ut på CD.
Albumet producerades av Anders Burman och spelades in i Metronomes studio i Stockholm i november 1975.
Några av visorna från albumet har även spelats in av Trazan & Banarne.

## Innehåll

### LP
Sida A
1. "Banansång" – 2:15 (framförd av Åkerström och Linderholm)
2. "Hur bananerna är" – 1:59 (framförd av Åkerström)
3. "De goda" – 1:28 (framförd av Linderholm)
4. "I bananskogen" – 1:50 (framförd av Åkerström och Linderholm)
5. "I bananernas himmel" – 1:57 (framförd av Linderholm)
6. "Fyra bananer" – 1:49 (framförd av Åkerström och Linderholm)
7. "Banankyrkogården" – 2:19 (framförd av Åkerström)
8. "Vaggvisa för liten grön banan" – 3:23 (framförd av Åkerström och Linderholm)

Sida B
1. "Arg ung banan" – 1:45 (framförd av Åkerström och Linderholm)
2. "En gammal banans tankar" – 2:06 (framförd av Åkerström)
3. "Vad bananerna tror" – 2:00 (framförd av Åkerström och Linderholm)
4. "Vad bananerna vet" – 2:53 (framförd av Åkerström)
5. "Vad bananerna vill" – 2:23 (framförd av Linderholm)
6. "De trofasta" – 2:43 (framförd av Åkerström och Linderholm)
7. "Under bananflaggan" – 1:26 (framförd av Linderholm)
8. "Bananriket (nationalsång)" – 1:55 (framförd av Åkerström)

### CD
1. "Banansång" – 2:15 (framförd av Åkerström och Linderholm)
2. "Hur bananerna är" – 1:59 (framförd av Åkerström)
3. "De goda" – 1:28 (framförd av Linderholm)
4. "I bananskogen" – 1:50 (framförd av Åkerström och Linderholm)
5. "I bananernas himmel" – 1:57 (framförd av Linderholm)
6. "Fyra bananer" – 1:49 (framförd av Åkerström och Linderholm)
7. "Banankyrkogården" – 2:19 (framförd av Åkerström)
8. "Vaggvisa för liten grön banan" – 3:23 (framförd av Åkerström och Linderholm)
9. "Arg ung banan" – 1:45 (framförd av Åkerström och Linderholm)
10. "En gammal banans tankar" – 2:06 (framförd av Åkerström)
11. "Vad bananerna tror" – 2:00 (framförd av Åkerström och Linderholm)
12. "Vad bananerna vet" – 2:53 (framförd av Åkerström)
13. "Vad bananerna vill" – 2:23 (framförd av Linderholm)
14. "De trofasta" – 2:43 (framförd av Åkerström och Linderholm)
15. "Under bananflaggan" – 1:26 (framförd av Linderholm)
16. "Bananriket (nationalsång)" – 1:55 (framförd av Åkerström)